# さいたま佐渡サンブレイブ
さいたま佐渡サンブレイブ（さいたまさどサンブレイブ、Saitama Nasu Sun Brave）は、埼玉県さいたま市と新潟県佐渡市を本拠地とする自転車ロードレースのプロチームである。株式会社オリエンタルスポーツが運営。創設時から2024年2月まではNASPO株式会社との共同運営だった。
競技チームはUCIコンチネンタルチーム(アジア)に属している。

## 概要
2023年1月1日、さいたま市をホームとするさいたまディレーブと栃木県那須塩原市をホームとする那須ブラーゼンそれぞれのチームを統合し、日本初の複数地域連携型プロサイクルロードレースチーム「さいたま那須サンブレイブ」として結成。チーム名の「サンブレイブ」はそれぞれの地域名（SAITAMA・NASU）と「団結する。連立する。」＝「United」の頭文字から「SUN」。「BLASEN」の「B」と「DRAVE」の「RAVE」を組み合わせた造語。
レース出場やチーム全体での活動の場合はサンブレイブのジャージ着用となるが、双方の運営会社は統合せず、自転車安全教室や他種目の大会参加などの地域貢献活動では、引き続き統合前のクラブとしてそれぞれ従来のジャージ着用となる。一方で、サポーターズクラブは統合された。
3月より栃木県を本拠地とする女子プロロードレースチーム「Live GARDEN Bici Stelle」とも統合し、「さいたま那須サンブレイブ-ウィメンズ」を結成。
4月より、オリエンタルスポーツにて、佐渡市をホームとする佐渡ゴールデンアイビスを発足し、同月にトライアウト実施。佐渡ゴールデンアイビスの所属選手は、さいたま那須サンブレイブ登録選手として国内ツアーや国外のレース出場する。
2024年、那須ブラーゼンの運営会社であるNASPOの経営悪化のため提携を解消し、さいたま佐渡サンブレイブに改称。
2025年シーズンは、橋川健が監督就任、橋川が主宰する若手育成チーム「チームユーラシア」と合流する形で、チーム名を「チームユーラシア-iRCタイヤ」に改名した。

## 歴史
- 2023年
  - 1月1日 - さいたまディレーブと那須ブラーゼンそれぞれの競技チームが統合して結成。
  - 3月 - 女子チーム「さいたま那須サンブレイブ-ウィメンズ」を運用開始。
  - 4月 - 新潟県佐渡市を拠点とする「佐渡ゴールデンアイビス」発足
  - 7月 - 佐渡ゴールデンアイビス本格始動、佐渡所属選手として千原一馬加入[8]。
  - 8月31日付で、佐渡ゴールデンアイビス所属の千原一馬と双方合意で選手契約解除[9]
  - 10月より、さいたまディレーブ所属の鈴木道也が、佐渡ゴールデンアイビスへ転籍[10]
  - 10月30日、11月より、作新学院大学の重田倫一郎が佐渡ゴールデンアイビスに加入を公表[11]
  - 10月31日、今シーズンをもって退団する選手（西尾勇人、桂慶浩、佐藤大志、新開隆人、湯浅博貴、佐藤光）を公表[12][13]。
- 2024年
  - 1月18日 - 宇賀隆貴が加入し、前年から継続の7人と合わせて8人体制となることと2024年シーズンはJプロツア参戦を公表[14]
  - 2月26日 - 那須ブラーゼンとの提携を2月末日で解消し、さいたまと佐渡の2地域をホームとし、チーム名称も「さいたま佐渡サンブレイブ」と改称することを公表[15]。体制変更により、ウィメンズチームの滝川選手もチームから離脱した。
  - 10月30日 - 今シーズンでの退団選手（宇賀隆貴、白尾雄大、小泉響貴）を公表[16]。
  - 11月14日 - 鈴木真理監督の今シーズン末での退団を公表[17]。
- 2025年
  - 橋川健が監督に就任。チーム名を「チームユーラシア-iRCタイヤ」に変更、新規加入5名を含め選手10名の陣容となった[7]。

## 2025年チーム陣容
- 監督 - 橋川健

| 選手名     | 国籍     | 活動エリア | 生年月日               | 前年所属チーム         |
| ---------- | -------- | ---------- | ---------------------- | ---------------------- |
| 福田真平   | 日本の旗 |            | 1987年11月22日（37歳） | キナンレーシングチーム |
| 吉岡直哉   | 日本の旗 | さいたま   | 1991年12月23日（33歳） | サンブレイブ           |
| 阿曽光佑   | 日本の旗 |            | 1992年4月14日（33歳）  |                        |
| 持留叶汰郎 | 日本の旗 | さいたま   | 1996年12月9日（28歳）  | サンブレイブ           |
| 藤田涼平   | 日本の旗 | さいたま   | 1997年3月13日（28歳）  | サンブレイブ           |
| 鈴木道也   | 日本の旗 | 佐渡       | 1999年5月15日（26歳）  | サンブレイブ           |
| 重田倫一郎 | 日本の旗 | 佐渡       | 2002年3月2日（23歳）   | サンブレイブ           |
| 遠藤尭寿   | 日本の旗 |            | 2004年6月17日（21歳）  | チームロヂャース       |
| 渡辺悠太   | 日本の旗 |            | 2004年11月2日（20歳）  | チームロヂャース       |
| 風間大和   | 日本の旗 |            | 2006年4月11日（19歳）  | レバンテ富士静岡       |

## 歴代陣容
- 監督 - 鈴木真理 2023-2024

| 2024年陣容 | 2024年陣容 | 2024年陣容 | 2024年陣容             | 2024年陣容           |
| 選手名     | 国籍       | 活動エリア | 生年月日               | 前年所属チーム       |
| ---------- | ---------- | ---------- | ---------------------- | -------------------- |
| 吉岡直哉   | 日本の旗   | さいたま   | 1991年12月23日（33歳） | サンブレイブ         |
| 宇賀隆貴   | 日本の旗   | さいたま   | 1999年10月3日（25歳）  | Velo Sparts Valltais |
| 持留叶汰郎 | 日本の旗   | さいたま   | 1996年12月9日（28歳）  | サンブレイブ         |
| 藤田涼平   | 日本の旗   | さいたま   | 1997年3月13日（28歳）  | サンブレイブ         |
| 鈴木道也   | 日本の旗   | 佐渡       | 1999年5月15日（26歳）  | サンブレイブ         |
| 白尾雄大   | 日本の旗   | さいたま   | 2000年9月6日（24歳）   | サンブレイブ         |
| 重田倫一郎 | 日本の旗   | 佐渡       | 2002年3月2日（23歳）   | サンブレイブ         |
| 小泉響貴   | 日本の旗   | さいたま   | 2004年3月29日（21歳）  | サンブレイブ         |

| 2023年陣容 | 2023年陣容 | 2023年陣容 | 2023年陣容             | 2023年陣容            |
| 選手名     | 国籍       | 活動エリア | 生年月日               | 前年所属チーム        |
| ---------- | ---------- | ---------- | ---------------------- | --------------------- |
| 吉岡直哉   | 日本の旗   | 那須       | 1991年12月23日（33歳） | TeamUKYO相模原        |
| 西尾勇人   | 日本の旗   | 那須       | 1994年1月9日（31歳）   | 那須ブラーゼン        |
| 桂慶浩     | 日本の旗   | 那須       | 1995年11月7日（29歳）  | さいたまディレーブ    |
| 持留叶汰郎 | 日本の旗   | さいたま   | 1996年12月9日（28歳）  | VC福岡                |
| 藤田涼平   | 日本の旗   | さいたま   | 1997年3月13日（28歳）  | さいたまディレーブ    |
| 鈴木道也   | 日本の旗   | 佐渡       | 1999年5月15日（26歳）  | さいたまディレーブ    |
| 佐藤大志   | 日本の旗   | 那須       | 1999年12月9日（25歳）  | 那須ブラーゼン        |
| 新開隆人   | 日本の旗   | 那須       | 2000年7月14日（24歳）  | 那須ブラーゼン        |
| 白尾雄大   | 日本の旗   | さいたま   | 2000年9月6日（24歳）   | 明治大学自転車部      |
| 湯浅博貴   | 日本の旗   | さいたま   | 2001年3月15日（24歳）  | ヴィクトワール広島    |
| 重田倫一郎 | 日本の旗   | 佐渡       | 2002年3月2日（23歳）   | 作新学院大学自転車部  |
| 千原一馬   | 日本の旗   | 佐渡       | 2002年10月20日（22歳） |                       |
| 佐藤光     | 日本の旗   | さいたま   | 2002年10月25日（22歳） | 稲城FIETSクラスアクト |
| 篠原輝利   | 日本の旗   | 那須       | 2003年4月3日（22歳）   | Aventura Cycling      |
| 小泉響貴   | 日本の旗   | さいたま   | 2004年3月29日（21歳）  | 明治大学自転車部      |

ウィメンズチーム
- ウィメンズチームは、さいたま市、那須地域に加えて、新潟県佐渡市もホームタウンとしている[4]。
- 2023年陣容

| 選手名   | 国籍     | 活動エリア | 生年月日       | 前年所属チーム          |
| -------- | -------- | ---------- | -------------- | ----------------------- |
| 滝川陽希 | 日本の旗 | 那須       | ????年??月??日 | Live GARDEN Bici Stelle |